# 別列尼科耶 (斯卡多夫斯克區)
别列尼科耶（烏克蘭語：Біленьке）是烏克蘭南部赫爾松州斯卡多夫斯克區新米科莱夫卡市镇内的村落。始建於1924年，面積0.22平方公里，海拔高度34米，2001年人口46，人口密度每平方公里209.1人。